# Сватовство гусара
«Сватовство гусара» — советский цветной музыкальный художественный комедийный фильм режиссёра Светланы Дружининой, поставленный и снятый Творческим объединением телевизионных фильмов на киностудии «Мосфильм». По мотивам водевиля классика русской литературы Николая Некрасова «Петербургский ростовщик».

## Сюжет
Ростовщик Потап Иванович Лоскутков (Андрей Попов) всё на свете меряет деньгами. Наступает момент, когда пора подумать о замужестве дочери Елизаветы Потаповны (Елена Коренева). Молодая девушка полюбила красавца-гусара Ивана Налимова (Михаил Боярский), но отец против выбора дочери, так как ищет жениха побогаче. Чтобы Лиза не сбежала с Налимовым, Лоскутков сажает её под «домашний арест», а Ивану ставит условие уплатить ему 2000 рублей в качестве отступных. Налимов и его друзья-гусары придумывают комбинацию с якобы ценной картиной. Переменив внешность, гусар несколько раз заявляется в дом к алчному старику в виде помещика Ростомахова и горского князя, и в конце концов Потап Иванович благословляет брак своей дочери.

## В ролях
- Андрей Попов — Потап Иванович Лоскутков, ростовщик
- Елена Коренева — Елизавета Потаповна Лоскуткова, дочь ростовщика (вокал — Наталья Овчарова)
- Михаил Боярский — Иван Фёдорович Налимов, гусар
- Баадур Цуладзе — друг Налимова, гусар
- Сергей Иванов — гусар
- Александр Баринов — гусар
- Александр Юшин — гусар
- Анатолий Мукасей — гусар
- Николай Неядлов — гусар

## Съёмочная группа
- Сценарист и режиссёр-постановщик: Светлана Дружинина
- Оператор-постановщик: Анатолий Мукасей
- Художник-постановщик: Николай Серебряков
- Композитор: Геннадий Гладков
- Автор песен: Юлий Ким (в титрах — Юлий Михайлов)
- Хореограф: Леонид Лебедев

## Съёмки
Сцены на природе были сняты на территории посёлка Валуево.
Перед началом съемок Михаил Боярский попал в автокатастрофу. Съёмочная группа фильма ехала по Киевскому шоссе, во время дождя водитель не справился с управлением и выехал на встречную полосу. Спавший на заднем сидении «Волги» Боярский головой выбил лобовое стекло и, вылетев из автомобиля, спиной упал на бетонный разделительный барьер, сломав крестец и остистые отростки позвоночника. Боярский три месяца провёл в больнице, прежде чем вновь начал ходить.